# Spolupráce Číny a zemí střední a východní Evropy
Spolupráce Číny a zemí střední a východní Evropy (znaky 中国—中东欧国家合作), také známé jako 14+1 (znaky 14加1合作), do roku 2019 pod názvem 16+1, pak do roku 2021 jako 17+1, je regionální sdružení čtrnácti zemí střední a východní Evropy a Číny vytvořené z iniciativy čínského partnera. Je součástí iniciativy Pás a stezka, hlavního zahraničněpolitického projektu generálního tajemníka Si Ťin-pchinga.

## Historie a aktivity platformy
Poprvé se premiéři původně šestnácti zemí sešli s čínským premiérem 26. dubna 2012 ve Varšavě. Setkání v podobném formátu, avšak ještě bez vyhraněného názvu, se konalo již o rok dříve na obchodním a ekonomickém fóru v Budapešti. Projekt vznikl z iniciativy Čínské lidové republiky a tehdejšího premiéra Wen Ťia-paa, který na tomto půdorysu sjednotil celý prostor bývalého východního bloku s výjimkou Ruska, Běloruska a Ukrajiny. V původní podobě se konkrétně jednalo o tyto země: Albánie, Bosna a Hercegovina, Bulharsko, Černá hora, Česká republika, Estonsko, Chorvatsko, Litva, Lotyšsko, Maďarsko, Makedonie, Polsko, Rumunsko, Slovenská republika, Slovinsko, Srbsko. V roce 2019 se na summitu v Dubrovníku stalo součástí iniciativy i Řecko. V roce 2021 se z iniciativy stáhla Litva, o rok později učinilo stejný krok i Estonsko a Lotyšsko.
Varšavského summitu v roce 2012 se zúčastnil tehdejší premiér Nečas, který zde také vedl separátní jednání s čínským premiérem. V médiích následně uvedl, že bližší spolupráce s Čínou skýtá pro obě strany příležitost investovat a rozvíjet obchod. Současně hovořil o potřebě koncepční politiky vůči Číně, aby vůči nám projevovala vstřícnost. V září téhož roku pak mluvil o tom, že podpora „dalajlamismu“ škodí českému průmyslu.
Od té doby se zasedání platformy na nejvyšší úrovni konala každoročně: v Bukurešti (2013, českou vládu zastupoval premiér Rusnok), v Bělehradě (2014, premiér Sobotka), v čínském Su-čou (2015, premiér Sobotka), v Rize (2016, premiér Sobotka), v Budapešti (2017, premiér Sobotka), v Sofii (2018, premiér Babiš), v Dubrovníku (2019, premiér Babiš). V roce 2020 se mělo setkání za účasti hlav států konat v Pekingu, bylo však odloženo kvůli vypuknutí pandemie COVID-19. Tento summit nakonec proběhl virtuálně 9. 2. 2021, za českou stranu se účastnil prezident Miloš Zeman, virtuálně se účastnil také generální tajemník KS Číny Si Ťin-pching. Mnohé země, například Bulharsko, Estonsko či Slovensko, byly na setkání zastoupeny pouze svými ministry, což značilo úpadek zájmu o tuto platformu, událost také nebyla v daných zemích dobře přijata. Účastníci summitu během něj nepřijali „směrnice“, jak tomu bylo v předchozích letech, a publikovali místo toho pouze „akční plán“. Od tohoto roku neproběhl žádný summit s účastí světových hlav států nebo vlád.
Kromě summitů se však v rámci platformy konají pravidelná setkání na všech úrovních státní správy a účastní se jich mimo jiné i zástupci akademického i neziskového sektoru a think tanků. Jedná se například o setkání ministrů (životního prostředí, školství, průmyslu, zdravotnictví a dopravy), konference týkající se podpory obchodu a investic, přepravy, spolupráce v lesnictví, kulturní a umělecká fóra, fóra diskutující o spolupráci v oblasti turismu nebo ochrany památek, dialogy o vzdělávacích politikách, semináře o spolupráci na poli inovativních technologií a mezinárodním transferu technologií. Čína organizuje návštěvy pro skupiny zahraničních novinářů nebo dialogy tiskových mluvčích. Do seznamu aktivit patří i Čínská investiční fóra pořádaná v Praze. Konají se dialogy politických stran, setkání mladých politiků či regionálních politických lídrů. Některé akce vedly k vytvoření formálních uskupení, jako je například Sdružení regionálních lídrů se sekretariátem a pravidelným rozvrhem schůzek. V čele Sdružení regionálních lídrů stál spolu s čínským protějškem Miroslav Novák, hejtman Moravskoslezského kraje.

## Základní strategie a dokumenty
Během summitů čínští premiéři předkládají strategie a koncepční dokumenty o směrech a způsobu dlouhodobé „přátelské spolupráce“, které následně podepisují premiéři příslušných zemí.
| Místo summitu | Rok  | Přijatý dokument |
| ------------- | ---- | --- |
| Varšava       | 2012 | Dvanáct opatření, jimiž Čína hodlá podpořit přátelskou spolupráci (中国关于促进与中东欧国家友好合作的十二项举措, China’s Twelve Measures for Promoting Friendly Cooperation with Central and Eastern European Countries)   |
| Bukurešť      | 2013 | Bukurešťské směrnice pro spolupráci mezi Čínou a zeměmi střední a východní Evropy (中国-中东欧国家合作布加勒斯特纲要, The Buchurest Guidelines for Cooperation between China and Central and Eastern European Countries )  |
| Bělehrad      | 2014 | Bělehradské směrnice pro spolupráci mezi Čínou a střední a východní Evropou (中国－中东欧国家合作贝尔格莱德纲要, The Belgrade Guidelines for Cooperation between China and Central and Eastern European Countries)         |
| Su-čou        | 2015 | Sučouské směrnice pro spolupráci mezi Čínou a střední a východní Evropou (中国-中东欧国家合作苏州纲要, The Suzhou Guidelines for Cooperation between China and Central and Eastern European Countries)                     |
| Riga          | 2016 | Rižské směrnice pro spolupráci mezi Čínou a střední a východní Evropou (中国－中东欧国家合作里加纲要, The Riga Guidelines for Cooperation between China and Central and Eastern European Countries)                        |
| Budapešť      | 2017 | Budapešťské směrnice pro spolupráci mezi Čínou a zeměmi střední a východní Evropy, (中国-中东欧国家合作布达佩斯刚要), The Budapest Guidelines for Cooperation between China and Central and Eastern European Countries)    |
| Sofie         | 2018 | Sofijské směrnice pro spolupráci mezi Čínou a zeměmi střední a východní Evropy (中国-中东欧国家合作索菲亚刚要, The Sofia Guidelines for Cooperation between China and Central and Eastern European Countries)              |
| Dubrovník     | 2019 | Dubrovnické směrnice pro spolupráci mezi Čínou a zeměmi střední a východní Evropy (中国-中东欧国家合作杜布罗夫尼克刚要, The Dubrovnik Guidelines for Cooperation between China and Central and Eastern European Countries) |
| online        | 2021 | Plán činnosti spolupráce mezi Čínou a zeměmi střední a východní Evropy pro rok 2021 (2021年中国-中东欧国家合作北京活动计划)                                                                                                |

Společným rysem těchto obecných prohlášení a dokumentů je, že jejich vznik iniciuje čínská strana, která se zde prezentuje jako vůdce či patron celého regionálního sdružení. Dokumenty ve svém úhrnu však směřují k vytvoření strategického partnerství mezi Čínou a zeměmi bývalého východního bloku. Platforma 14+1 se prezentuje také jako součást čínské zahraničněpolitické strategie Iniciativy Pásu a stezky.

## Struktura platformy a její zapojení do čínské vládní infrastruktury
Krátce po varšavském summitu, v září 2012, vznikl v Pekingu Sekretariát pro záležitosti spolupráce mezi Čínou a zeměmi střední a východní Evropy (中国—中东欧国家合作秘书处; Secretariat for Cooperation between China and Central and Eastern European Countries). V čele Sekretariátu stojí generální tajemník, tuto funkci zpravidla zastává jeden ze čtyř náměstků ministra zahraničí. Jeho zástupcem je výkonný generální tajemník, tato pozice náleží vedoucímu odboru pro evropské záležitosti ministerstva zahraničí.
| Jméno                  | Roky působení   |
| ---------------------- | --------------- |
| Sung Tchao 宋涛        | 2012–2013       |
| Wang Čchao 王超        | 2013–2015       |
| Liou Chaj-sing 刘海星  | 2015–2017       |
| Wang Čchao 王超        | 2017–2019       |
| Čchin Kang 秦刚        | 2019–2021       |
| Teng Li 邓励           | 2021–2024       |
| Chua Čchun-jing 华春莹 | 2024-současnost |

Mezi členy Sekretariátu patří také 24 organizací a státních institucí. Je to Oddělení pro mezinárodní styky ÚV KS Číny (ILD, 中联部), ministerstva zahraničí, školství, vědy a techniky, financí, dopravy, zemědělství, obchodu, ministerstvo průmyslu a informatiky (工业和信息化部) a ministerstvo kultury, dále Čínská státní komise pro rozvoj a reformy (发展改革委), Státní úřad pro tisk, vydavatelství, rozhlas, film a televizi (State Administration of Press, Publication, Radio, Film and Television of China 国家新闻出版广电总局), několik institucí pro dopravu a infrastrukturu (China Railway 中国铁路总公司; Civil Aviation Administration of China 民航局; China Railway Corporation 铁路局), Čínský výbor na podporu mezinárodního obchodu (China Council for the Promotion of International Trade, 贸促会), Státní úřad pro turistický ruch (China National Tourist Administration, 旅游局) a tři státní banky (People’s Bank of China, 人民银行; China Development Bank, 国家开发银行; The Export-Import Bank of China, 进出口银行) a také ústřední výbor Komunistického svazu mládeže (中国共青团团中央).
Čínské ministerstvo zahraničí vytvořilo zároveň pozici zvláštního zmocněnce pro spolupráci mezi Čínou a zeměmi střední a východní Evropy (中国-中东欧国家合作事物特别代表), tuto pozici zastává bývalá mluvčí čínského ministerstva zahraničí Ťiang Jü (姜瑜). Ministerstvo zahraničí iniciovalo také vznik China – CEE think tanks network pod záštitou čínské Akademie společenských věd.
Některé z akcí spoluorganizuje Oddělení pro mezinárodní styky ÚV (International Liaison Department, ILD, 中联部), například zmíněná pražská investiční fóra, jiných se jeho zástupci pouze účastní. Tento orgán Komunistické strany Číny má na starosti navazování styků se zahraničními politickými stranami, think tanky a akademiky. Kromě jiného slouží ke kooptaci politiků z celého světa a podle zprávy BIS z roku 2018 vykonává i zpravodajskou činnost. První generální tajemník sekretariátu Sung Tchao se později stal vedoucím tohoto významného oddělení ÚV.
Zatímco v Pekingu na ministerstvu zahraničí sídlí ústředí 14+1 s podpůrným personálem a na organizaci aktivit se spolupodílí i některé stranické orgány, na straně evropských zemí jsou styčnými osobami národní koordinátoři. Za Českou republiku to byl náměstek ministra zahraničí Martin Tlapa. I organizační struktura iniciativy tak poukazuje na bilaterální povahu a nevyváženost vztahů mezi Čínou a evropskými partnery.

## Reakce Evropské unie
Mezi čtrnácti státy skupiny je sdruženo jak 9 členských států EU, tak i státy, které zatím v EU nejsou. Evropští politici sledují platformu 14+1 s jistou dávkou nedůvěry. Evropský parlament se k ní vyjádřil v usnesení z 16. 12. 2015, jež mimo jiné vyzývá, aby „všechny státy EU hovořily s čínskou vládou společným hlasem, zejména s ohledem na současnou dynamiku diplomatických iniciativ ČLR usilujících o přestavbu struktury globálního vládnutí“. Usnesení také vyjadřuje přesvědčení, že by toto uskupení nemělo rozdělovat EU nebo oslabovat její pozici vůči Číně a že by v rámci jednání této platformy s Čínou měly být také zohledněny otázky lidských práv.
V červnu 2018 bývalý evropský komisař pro sousedskou politiku Johannes Hahn varoval, že by ČLR mohla proměnit západobalkánské země, které usilují o členství v EU, v trojského koně.

V roce 2019 vydala Evropská komise dokument nazvaný „Evropská unie a Čína: Strategické vyhlídky“ (EU-China – A Strategic Outlook), ve kterém tvrdí:
EU ani jednotlivé členské státy nedokáží samy účinně dosáhnout svých cílů ve vztahu k Číně, aniž by zachovaly naprostou jednotu. (…) všechny členské země, jednotlivě i v subregionálních uskupeních, jako je formát 16+1, mají povinnost zajistit, aby vše [probíhalo] v souladu s právem, pravidly a politikami EU.
V dokumentu se také píše, že Čína je „systémový rival prosazující alternativní model vládnutí”.
EU v oficiální rétorice prosazuje jednotný přístup k Číně, což vtělila například i do dokumentu z roku 2021 „Nová strategie EU pro Čínu“.

## Situace v České republice
Tahounem českého zapojení do čínské iniciativy byla od počátku Smíšená česko-čínská komora vzájemné spolupráce. Ta pořádala Česko-čínská investiční fóra a v roce 2014 také organizovala na Pražském hradě setkání Sdružení regionálních lídrů. V roce 2016 se začaly objevovat úvahy, že lídrem platformy 16+1 by se měly stát státy Visegrádské čtyřky, ty však vyzněly do prázdna.
Čínská a ojediněle i česká strana zmiňovala společnou historickou zkušenost zemí bývalého východního bloku. Skutečnost, že po roztržce mezi Čínou a Sovětským svazem se tyto země ocitly ve dvou nepřátelských táborech komunistického hnutí a v podstatě mezi nimi neexistovaly žádné kontakty, Čína přecházela mlčením. Reminiscence na politické vazby v minulosti jsou tedy spíše rétorickou figurou, ve východní Evropě se příliš nezdůrazňují. V oficiálních projevech čínských představitelů byl kladen důraz na obchodní vztahy (označované jako „přátelská spolupráce“) a od počátku se zdůrazňoval význam platformy pro ekonomickou spolupráci s Evropou.
Platforma se profiluje jako regionální sdružení, v jehož rámci by měly vznikat společné projekty v celém regionu. Čína však doposud uzavírala s každou ze sedmnácti zemí střední a východní Evropy bilaterální smlouvy, což spíše než k spolupráci vedlo ke vzájemné konkurenci ve snaze získat co největší díl slibovaných čínských peněz. V důsledku toho se každá z jednotlivých zemí ocitá vůči Číně v pozici slabšího partnera.
V rámci platformy Čína nabízí východoevropským zemím investice a pomoc při výstavbě infrastruktury. Po varšavském summitu v roce 2012 hovořil premiér Nečas o deseti miliardách dolarů, které chce Čína v příštích letech investovat ve střední a východní Evropě. Na jaře 2016, během pražské návštěvy Si Ťin-pchinga, kdy bylo uzavřeno strategické partnerství mezi našimi zeměmi, byly podepsány ekonomické dohody slibující investice až ve výši 232 miliard korun do roku 2020, z toho 95 miliard jen v roce 2016. K realizaci většiny slíbených projektů však nikdy nedošlo.
Pro Českou republiku se měl stát významným především pátý summit, který se konal 5. listopadu 2016 v lotyšské Rize a očekával se na něm i podpis dohod o konkrétních společných projektech mezi ČR a ČLR. Podle zpráv z českých médií se čínská strana pokoušela dojednat před jeho konáním mj. i to, že na seznamu společných projektů, k nimž se obě strany zavážou, bude i rozšíření jaderné elektrárny v Dukovanech čínskou firmou bez výběrového řízení. Podobným způsobem Čína obešla pravidla EU na zadávání veřejných zakázek při výstavbě části rychlodráhy z Bělěhradu do Budapešti. Mezi dohodami podepsanými na jaře 2016 byly i poněkud fantastické projekty jako výstavba kanálu „Odra, Labe, Dunaj”, na níž se dohodly společnosti Sino Hydro a hodonínská společnost DOE Europe. Světová obchodní banka už v roce 2016 suspendovala ze svých projektů firmu Sino Hydro pro podvodné praktiky. V roce 2023 vláda České republiky tento projekt ukončila.
Největším čínským investorem v České republice se stala firma CEFC úzce spojená s Jaroslavem Tvrdíkem a Smíšenou česko-čínskou komorou vzájemné spolupráce. Její investice však měly převážně podobu akvizic a nijak výrazně nepřispěly české ekonomice, zato vzbudily obavy o strategickou bezpečnost ČR vzhledem k nejasnému pozadí firmy a jejím blízkým vztahům s prezidentem Zemanem i premiérem Sobotkou a dalšími členy vlády. Tyto obavy se potvrdily poté, co byl v roce 2018 americkými úřady odsouzen Patrick Ho, generální tajemník neziskového křídla CEFC, za politickou korupci v Africe. Na jaře stejného roku zmizel i majitel firmy a poradce prezidenta Zemana Jie Ťien-ming, který je pravděpodobně vyšetřován stranickými disciplinárními orgány. Nedlouho poté odhalil respektovaný čínský časopis Cchaj-sin podstatu machinací, jimiž si firma uměle zvyšovala obrat, a fungování firmy popsal jako ohromný finanční podvod. Aby nebylo poškozeno renomé Iniciativy pás a stezka, jejímž hlavním proponentem v ČR byla CEFC, převzala nakonec akvizice CEFC v České republice čínská státní investiční agentura CITIC.
Z účasti v uskupení 14+1 tak nevyplynul pro Českou republiku žádný reálný ekonomický zisk – deficit obchodní bilance s Čínou se rok od roku prohlubuje. Miloš Zeman, jinak výrazný zastánce čínských investic v ČR, v roce 2019 v čínské televizi kritizoval jejich nedostatek.
Zahraniční výbor Poslanecké sněmovny ČR v květnu 2022 jednohlasně vyzval českou vládu k vystoupení z platformy, vláda však tuto výzvu nevyslyšela. V roce 2023 však ministerstvo zahraničí uvedlo, že není aktivním členem, a ministr zahraničí k tomu doplnil, že formát 14+1 „nemá ani obsah, ani budoucnost“.